# Нартов Олександр Анатолійович
Нартов Олександр Анатолійович (народився 21 травня 1988 року в м. Лозова, Харківська область) — український легкоатлет, який спеціалізується зі стрибків у висоту, чемпіон Європи серед юніорів, бронзовий призер Всесвітньої Універсіади-2007 у Бангкоку, дворазовий срібний призер юнацьких першостей світу (2003 і 2005 рр.), майстер спорту України міжнародного класу.
Учасник Пекінської Олімпіади. Тренер — Анатолій Нартов (батько). У 2003—2007 навчався в Харківському державному вищому училищі фізичної культури № 1, пічля чого поступив до Харківської державної академії фізичної культури.
Неодружений. Хобі: автомобілі, комп'ютери.